# Terenthina terentia
Terenthina terentia is een vlinder uit de familie van de Lycaenidae. De wetenschappelijke naam van de soort werd als Thecla terentia in 1868 gepubliceerd door William Chapman Hewitson.